# Информатор (фильм, 1997)
«Информатор» (англ. The Informant) — фильм-драма 1997 года по книге Джеральда Сеймура «Кровавое поле».

## Сюжет
В фильме повествуется о судьбе Шона Пиуса МакЭналли по прозвищу «Джинджи», члена ИРА. Шон возвращается из Ирландии домой, в Северную Ирландию. В Белфасте, под давлением ИРА он вынужден вновь взяться за оружие. Выполняя задание главарей местной ячейки ИРА, «Джинджи» убивает королевского судью, подстрелив его машину из гранатомёта РПГ-7 . После ареста «Джинджи» идёт на сотрудничество с британской полицией и «сдаёт» всех членов ячейки…

## В ролях
| Актёр              | Роль                                  |
| ------------------ | ------------------------------------- |
| Энтони Брофи       | Джинджи                               |
| Кэри Элвес         | лейтенант Дэвид Феррис                |
| Тимоти Далтон      | detective chief inspector (DCI) Ренни |
| Мария Леннон       | Ройзин МакЭналли                      |
| Джон Кавана        | шеф ИРА                               |
| Шон МакГинли       | Фрэнки Конрой                         |
| Frankie McCafferty | Далтон                                |
| Stuart Graham      | детектив Astley                       |

## Саундтрек
В фильме звучит музыка ирландской группы The Pogues.